# Прогресс-Вилидж (Флорида)
Прогресс-Вилидж (англ. Progress Village) — статистически обособленная местность, расположенная в округе Хилсборо (штат Флорида, США) с населением в 2482 человека по статистическим данным переписи 2000 года.

## География
По данным Бюро переписи населения США статистически обособленная местность Прогресс-Вилидж имеет общую площадь в 8,81 квадратных километров, водных ресурсов в черте населённого пункта не имеется.
Статистически обособленная местность Прогресс-Вилидж расположена на высоте 5 м над уровнем моря.

## Демография
| Год переписи        | Нас. |  | %±    |
| ------------------- | ---- |  | ----- |
| 1970                | 2573 |  | —     |
| 2000                | 2482 |  | −3,5% |
| 1970–2000 Источник: |      |  |       |

По данным переписи населения 2000 года в Прогресс-Вилидж проживало 2482 человека, 622 семьи, насчитывалось 853 домашних хозяйств и 905 жилых домов. Средняя плотность населения составляла около 281,73 человека на один квадратный километр. Расовый состав населённого пункта распределился следующим образом: 6,69 % белых, 90,73 % — чёрных или афроамериканцев, 0,04 % — коренных американцев, 0,12 % — азиатов, 0,08 % — выходцев с тихоокеанских островов, 1,25 % — представителей смешанных рас, 1,09 % — других народностей. Испаноговорящие составили 2,74 % от всех жителей статистически обособленной местности.
Из 853 домашних хозяйств в 28,5 % воспитывали детей в возрасте до 18 лет, 37,9 % представляли собой совместно проживающие супружеские пары, в 28,1 % семей женщины проживали без мужей, 27,0 % не имели семей. 22,9 % от общего числа семей на момент переписи жили самостоятельно, при этом 11,5 % составили одинокие пожилые люди в возрасте 65 лет и старше. Средний размер домашнего хозяйства составил 2,91 человек, а средний размер семьи — 3,41 человек.
Население статистически обособленной местности по возрастному диапазону по данным переписи 2000 года распределилось следующим образом: 30,9 % — жители младше 18 лет, 7,6 % — между 18 и 24 годами, 23,3 % — от 25 до 44 лет, 23,3 % — от 45 до 64 лет и 14,9 % — в возрасте 65 лет и старше. Средний возраст жителей составил 35 лет. На каждые 100 женщин в Прогресс-Вилидж приходилось 83,9 мужчин, при этом на каждые сто женщин 18 лет и старше приходилось 75,7 мужчин также старше 18 лет.
Средний доход на одно домашнее хозяйство статистически обособленной местности составил 27 708 долларов США, а средний доход на одну семью — 32 384 доллара. При этом мужчины имели средний доход в 24 440 долларов США в год против 21 521 доллар среднегодового дохода у женщин. Доход на душу населения статистически обособленной местности составил 27 708 долларов в год. 15,1 % от всего числа семей в населённом пункте и 18,4 % от всей численности населения находилось на момент переписи населения за чертой бедности, при этом 29,9 % из них были моложе 18 лет и 14,8 % — в возрасте 65 лет и старше.